# Het heksenfeest
Het heksenfeest is het achttiende verhaal uit de reeks Dag en Heidi. Het werd in 1982 uitgegeven door de Standaard Uitgeverij als achtste album uit een reeks van zestien. 

## Personages
- Dag
- Heidi
- Inga
- Sheba
- Marion
- de kattenkoningin

## Verhaal
Kapitein Sven heeft met zijn vrouw en kinderen een huisje gehuurd in het woud waar ze een korte vakantie doorbrengen. Ook Sheba, de kat van Inga, is van de partij. Sheba leidt het avontuur in als ze op een avond bij volle maan naar buiten glipt. Ze wil naar het heksenfeest, een bijeenkomst van heksen en katten. Inga, Heidi en Dag hebben dit gemerkt en besluiten de kat te volgen. Sheba heeft dit door en wil de kinderen van zich afschudden. Ze vraagt hiervoor hulp aan de heks Marion. Marion tovert een beekje. De dorstige Heidi en Inga drinken van het water en veranderen prompt in katten. Ze volgen Marion en Sheba naar het heksenfeest. Ook Dag volgt op een afstand.
Vanuit de struiken volgt Dag het hele gebeuren bij het Drakenhol. Vanop een hoge rots spreekt de wilde kattenkoningin de katten en heksen toe. Ze laat de katten gevangen wild eten. Alle katten tasten toen behalve Inga en Heidi die het vanop een afstand gadeslaan. De kattenkoningin heeft echter de aanwezigheid van een mens geroken. Ze zegt dat degene die hier schuld aan heeft, de doodstraf zal krijgen. Sheba maant Marion aan om Dag te beschermen. Zowel Marion als Dag nemen de benen. Marion wordt achtervolgd door de andere heksen en vliegt met haar bezem in haar haast tegen een boom. 
Dag vindt Marion en helpt haar hoewel hij nog steeds boos op haar is om wat er gebeurd is. Marion belooft om het weer goed te maken. Dag brengt eerst Marion veilig naar haar hut en gaat nadien op zoek naar haar bezem. Zonder haar bezem heeft ze immers geen toverkracht. Dag vindt de bezem en is net op tijd terug om de andere heksen te verjagen die de hut van Marion in brand wilden steken. Hierdoor kan Marion Heidi en Inga hun menselijke gedaante teruggeven.
De volgende dag gaat Marion de confrontatie met de kattenkoningin aan. Ze dwingt de kat om op te houden met haar wreedheden zo niet zal ze de rest van haar dagen in de lucht moeten blijven zweven. De koningin belooft het maar als Marion de betovering verbreekt, gaat de kat met Marions bezem aan de haal. Er ontstaat een heuse strijd waarbij Marion het onderspit dreigt te delven. Gelukkig komen Dag, Heidi en Inga om haar te helpen. Ook de heksen en hun katten verschijnen later ten tonele. De kattenkoningin denkt dat ze nu gewonnen spel heeft. De katten en heksen keren zich echter tegen de koningin. Een van de heksen tovert de koningin om in een haas zodat ze zelf aan den lijve kan ondervinden wat het is om opgejaagd wild te zijn. Deze heks stelt Sheba aan als de nieuwe kattenkoningin. 